# Страшный суд (фильм, 2006)
«Страшный суд» (англ. Day of Wrath) — венгерский кинофильм 2006 г.

## Сюжет
Действие фильма происходит в Испании в 1542 году, во времена разгула инквизиции.
Незадолго до вступления в должность губернатора дон Франциско де Руис сталкивается с попыткой шантажа. Для обеспечения спокойствия в городе будущий губернатор полагается на помощь местного уроженца Руи де Мендосы, приглашённого три года назад из другой провинции на должность альгвасила. Мендоса, с детства известный своей честностью, бо́льшую часть жизни провёл в странствиях вдали от дома, и вернулся на родину в зрелом возрасте; губернатор полагается на него, как на человека, не имеющего связей с местной знатью, погрязшей в коррупции.

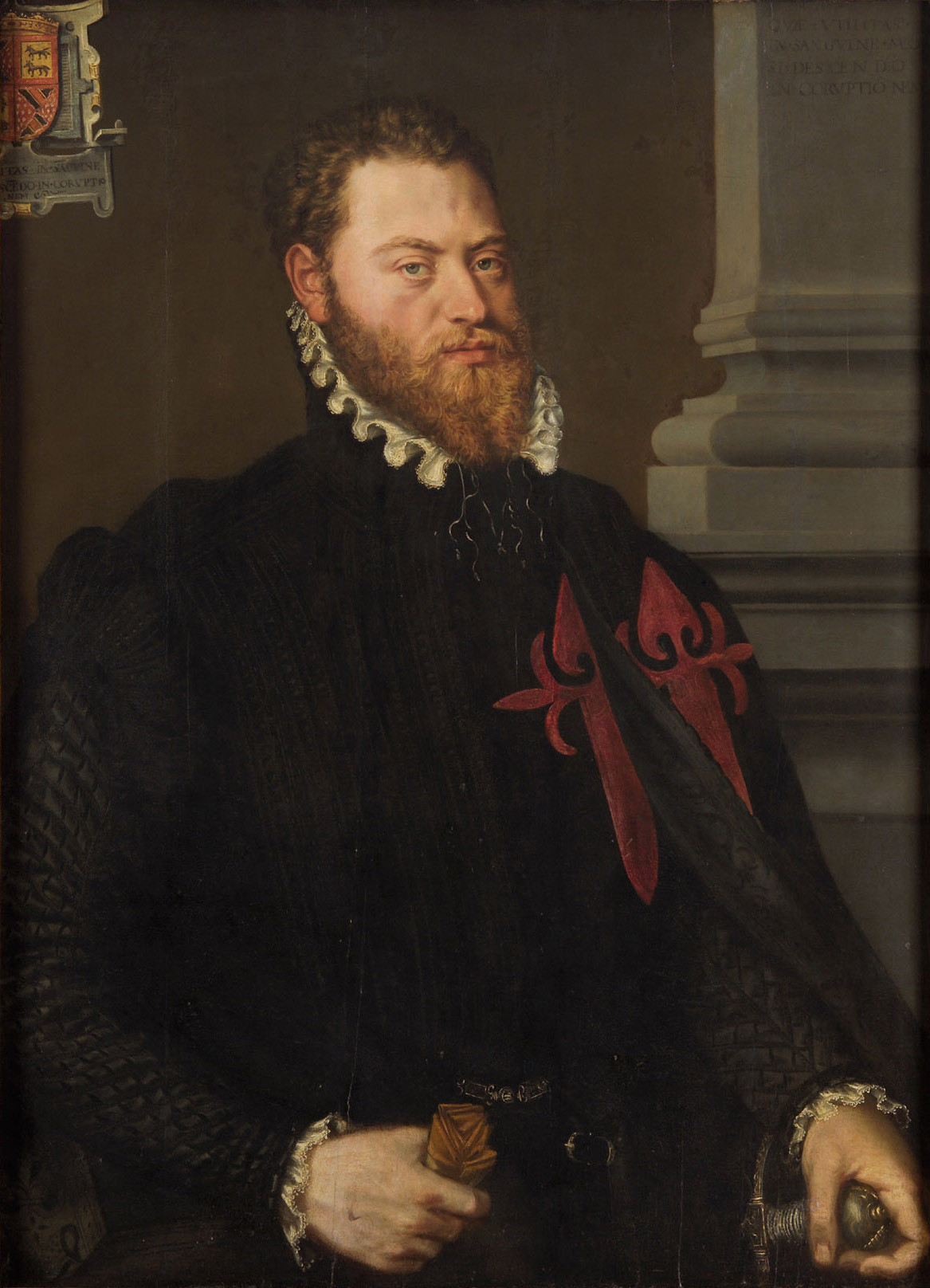
Представитель дворянского рода Мендоса — Дон Иниго Лопес де Мендоса

С момента вступления дона Франциско в должность губернатора начинают происходить исчезновения представителей городской знати. Происшествия тщательно скрываются и замалчиваются членами их семей и даже самим представителем инквизиции братом Ансельмо, несмотря на то, что альгвасил сам неоднократно видел следы жестокой расправы. Первая любовь альгвасила Мендосы — Кармен де Харамильо — является вдовой одного из убитых, но и она хранит молчание.
В процессе дальнейшего расследования на теле очередной жертвы Руи де Мендоса находит странные артефакты: ключ и свиток со списком, в котором записаны старинные дворянские фамилии, включая и имена всех жертв. Он предполагает, что в дальнейшем убийства будут продолжаться по списку.
Случайным образом альгвасил узнаёт, что его верный помощник Доносо также вовлечен в организацию этих злодеяний. При попытке узнать у него предназначение ключа и списка помощник кончает с собой, выбросившись из окна крепости. Мендоса начинает догадываться, что Доносо поступил так из страха за свою семью, как оказалось, имеющую еврейские корни. Высказав эту догадку своей жене Изабель, Руи на следующее утро узнаёт, что она, как фанатично верующая католичка, выдала семью Доносо инквизиции.
Чем ближе альгвасил подбирается к разгадке тайны, тем сильнее его жизнь, а также жизнь его жены и детей подвергается опасности. До тех пор, пока губернатор не рассказывает ему, что существует два вида списков, одни из которых содержат исконные фамилии еврейской знати, а другие — новые родословные этих же семей, утверждённые самим королём. Оказывается, что их фамилии также присутствуют в этих списках, а Мендоса вообще является племянником губернатора и его единственным наследником.
Как оказывается, угроза исходила от десяти заговорщиков-дворян во главе с братом Ансельмо. Заговорщики желали разделить власть и богатство будущего губернатора, зная, что он происходит из еврейской семьи. А по указу короля Фердинанда II Арагонского после начала гонений на евреев испанского происхождения им было запрещено занимать государственные должности. Но самое главное — это то, что все участники заговора сами являются марранами.
Постигший тайну секретных списков альгвасил понимает, что наилучший способ избавиться от шантажа и тем самым укрепить власть и порядок в городе — это расправа с заговорщиками и самим братом Ансельмо.

## В ролях
| Актёр             | Роль                                                 |
| ----------------- | ---------------------------------------------------- |
| Кристофер Ламберт | альгвасил Руи де Мендоса главный герой               |
| Бланка Маршиллах  | Кармен де Харамильо любовница, затем тайная жена Руи |
| Брайен Блессед    | губернатор Франциско дель Руис лорд, дядя Руи        |
| Соня Оросзлан     | Изабель де Мендоса жена Руи                          |
| Филлида Ло        | Эсперанса де Мендоса мать Руи                        |
| Лукаш Бикски      | наёмный убийца Мигель де Альварадо                   |
| Джеймс Фолкнер    | инквизитор брат Ансельмо                             |
| Бен О’Брайен      | помощник альгвасила Доносо Кабрал                    |

## Факты
- Большая часть фильма снята в специально построенных на студии декорациях, но в натурных съёмках в качестве резиденции губернатора демонстрируется средневековый венгерский замок, известный под названием «Тата замок».

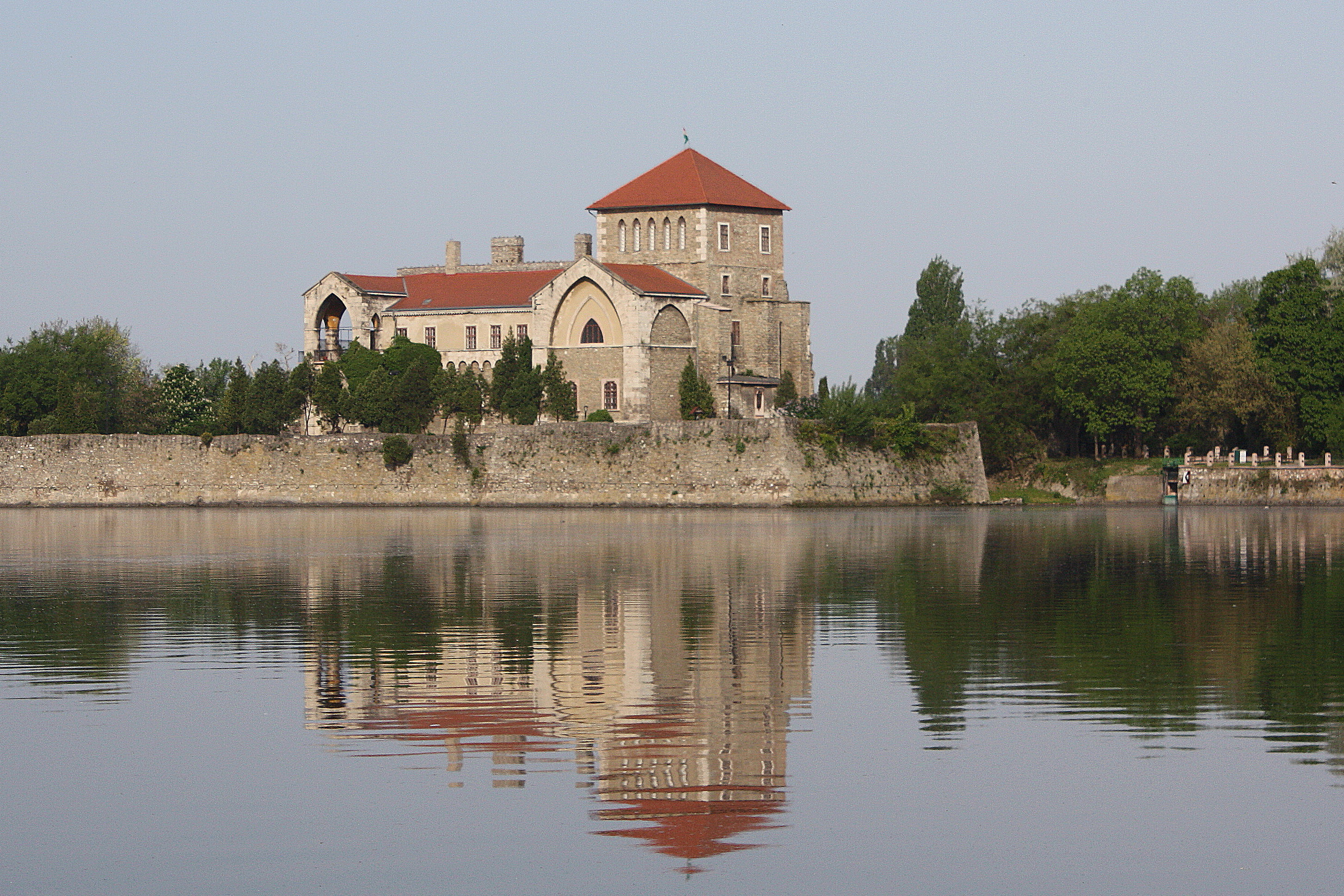

- Венгерский актёр Лукаш Бикски, сыгравший наёмного убийцу из Венгрии, и Кристофер Ламберт подружились во время съёмок[1]. В следующем году они встретились на съёмочной площадке фильма «Метаморфозы»[2].
- Молодая венгерская актриса Соня Оросзлан, сыгравшая «фанатичную католичку» — жену Руи де Мендосы, призналась, что это её первая серьёзная, не комедийная роль[3].